# Joseph L. Goldstein
Joseph Leonard Goldstein (ur. 18 kwietnia 1940 w Sumter) – amerykański genetyk, laureat Nagrody Nobla.

## Życiorys
Dzieciństwo spędził w miasteczku Kingstree w Karolinie Południowej, jego rodzice prowadzili tam sklep z ubraniami. Studia na Washington and Lee University w Lexington ukończył stopniem licencjackim w dziedzinie chemii (Bachelor of Science) w 1962 roku. Dalszą edukację kontynuował na University of Texas Southwestern Medical Center w Dallas, gdzie uzyskał tytuł lekarza medycyny (Doctor of Medicine).
W latach 1966–1968 pracował w należącym do Uniwersytetu Harvarda Massachusetts General Hospital w Bostonie. Tam pierwszy raz współpracował oraz zaprzyjaźnił się z Michaelem Brownem.
Kolejne dwa lata spędził w National Institutes of Health, gdzie pracował w laboratorium kierowanym przez noblistę Marshalla Nirenberga. Zajmował się głównie syntezą białek. Współpracował też z zajmującym się metabolizmem lipidów Donaldem Fredricksonem.
W latach 1970–1972 pracował na University of Washington w Seattle. Współpracował tam z Arno Motulskym, jednym z pierwszych naukowców, którzy stosowali badania genetyczne w medycynie. Goldstein badał tam m.in. częstotliwość występowanie wybranych genów u osób, które przeżyły atak serca.
W 1972 powrócił do Dallas do University of Texas Southwestern Medical School, gdzie ponownie podjął współpracę z Brownem. Badając metabolizm cholesterolu stwierdzili, że ludzkie komórki zawierają receptory lipoprotein o niskiej gęstości (LDL – low-density lipoprotein), które zapewniają pobieranie cholesterolu z osocza krwi. Brak receptorów LDL prowadzi do hipercholesterolemii i arteriosklerozy.
W 1985 wraz z Michaelem Brownem otrzymał Nagrodę Nobla w dziedzinie fizjologii lub medycyny za ich odkrycie dotyczące regulacji metabolizmu cholesterolu.